# Genevieve Hannelius
Genevieve Knight Hannelius (Boston, Massachusetts, 22 de dezembro de 1998), mais conhecida como G Hannelius, é uma atriz, cantora, compositora, dubladora e fashionista norte-americana. É conhecida por seu papel em Dog With a Blog, como a protagonista Avery Jennings. Possui 11 músicas gravadas, muitas delas de sua autoria.

## Biografia
Genevieve Hannelius nasceu em Boston, Massachusetts. Seu pai é sueco. Ela se mudou para o sul do Maine com três anos de idade. Seus papéis no teatro foram Madeline in the Children's Theater of Maine's com a produção de Madeline's Rescue em 2005 e também Jenny in Tales of a Fourth Grade Nothing. Ela se mudou para a Califórnia durante três meses para experimentar as audições, e ela foi tão bem sucedida que sua família se mudou definitivamente para Los Angeles em 2009. Ela foi aluna do Young Actor's Studio em Los Angeles.

## Carreira

### 2009-2011: Início da carreira de atriz e Disney Channel
Hannelius interpretou Courtney Patterson na sitcom americana Surviving Suburbia', interpretando a filha do personagem de Bob Saget. Ela teve um papel recorrente em Sonny With a Chance (Sunny entre Estrelas), uma série do Disney Channel, interpretando Dakota Condor, e também em Hannah Montana, interpretando uma fã chamada Tiffany. Ela também fez um papel recorrente na série também do Disney Channel, chamada Boa Sorte, Charlie, interpretando Jo Keener. Em Fevereiro de 2011, Hannelius foi escalada para protagonizar uma nova série do Disney Channel, "Madison High", inspirada no filme High School Musical, mas, infelizmente a série foi cancelada.

## Filmografia
| Ano                          | Título                    | Papel            | Notas                         |
| ---------------------------- | ------------------------- | ---------------- | ----------------------------- |
| 2009                         | Black & Blue              | Zoe Ratchell     | Participação especial.        |
| 2010                         | The Search for Santa Paws | Janie Bitchelite |                               |
| 2010                         | Den Brother               | Emily Pearson    | Filme Original Disney Channel |
| 2012                         | Treasure Buddies          | Rosebud          | Dublagem                      |
| Santa Paws 2: The Santa Pups | Charity                   | Dublagem         |                               |
| 2013                         | Super Buddies             | Rosebud          | Dublagem                      |
| 2018                         | Sid Is Dead               | Tiff             |                               |

| Ano       | Título                | Papel              | Notas                                                                                   |
| --------- | --------------------- | ------------------ | --------------------------------------------------------------------------------------- |
| 2009      | Rita Rocks            | Brianna Boone      | Único episódio                                                                          |
| 2009      | Hannah Montana        | Tiffany            | Único episódio                                                                          |
| 2009      | Surviving Suburbia    | Courtney Patterson | Papel principal                                                                         |
| 2009-2010 | Leo Little's Big Show | Amy Little         | Papel principal                                                                         |
| 2009-2011 | Sonny With a Chance   | Dakota Condor      | Personagem Recorrente, Série original Disney Channel.                                   |
| 2010      | I'm in the Band       | Senhorita Thampsy  | 1 Episódio (Iron Weasel Video Game) Série original Disney XD                            |
| 2010-2012 | Good Luck, Charlie!   | Jo Kinner          | Personagem Recorrente, Série original Disney Channel                                    |
| 2012      | Jonah & The Whale     | Grace              |                                                                                         |
| 2012-2015 | Dog With a Blog       | Avery Jennings     | Elenco Principal                                                                        |
| 2014      | Jessie                | Mackenzie          | Participação especial "Creepy Connie 3: The Creepening", Série Original Disney Channel. |
| 2016      | Roots                 | Missy Waller       | Minissérie                                                                              |
| 2017      | American Vandal       | Christa Carlyle    | Série Original Netflix; 6 episódios                                                     |